# Stazione di Casaletto Spartano-Battaglia
La stazione di Casaletto Spartano-Battaglia è una fermata ferroviaria posta sulla linea Sicignano-Lagonegro. Serve il centro abitato di Casaletto Spartano e la sua frazione di Battaglia.

## Localizzazione
La stazione, pur servente due località campane, sorge appena oltre il confine lucano, nella frazione lagonegrense di Pennarone, alla contrada Accampamento. L'altro centro abitato più vicino è Fortino, sito 3 km a sud, mentre Casaletto e Battaglia distano, rispettivamente, 17 e 16 km.